# Шмединьш, Янис
Янис Шмединьш (латыш. Jānis Šmēdiņš; 31 июля 1987 года, Кулдига) — латвийский пляжный волейболист. Бронзовый призёр на Летних Олимпийских играх 2012 по пляжному волейболу. Выступает в паре с Александром Самойловым. На Европейском чемпионате в 2010 году в дуэте с Мартиньшем Плявиньшем завоевал бронзу. Тренер — Айгарс Берзулис (ранее Андрис Леитис). На Чемпионате мира 2011 года вместе с Мартиньшем Плявиньшем заняли 4 место, на Европейском чемпионате 2011 года заняли 5 место.